# Combinatiereactie
Een combinatiereactie of synthesereactie is een chemische reactie waarbij meerdere reagens zodanig reageren dat zij één hoofd-reactieproduct vormen. Bij deze reactie kunnen nevenproducten gevormd worden. De term wordt meestal gehanteerd voor anorganische reacties, aangezien combinatiereactie in de organische chemie zeer uitzonderlijk zijn (daar wordt eerder gesproken over multicomponentreacties). Combinatiereacties zijn thermodynamisch benadeeld omdat het leidt tot een daling van de entropie (aangezien er minder producten dan reagentia zijn, daalt het aantal vrijheidsgraden in het systeem). Een negatieve vrije energie (om een spontaan proces te bekomen) kan bekomen worden door een negatieve reactie-enthalpie (exotherme reactie), hetgeen meestal het geval is omdat er onvermijdelijk bindingen moeten gevormd worden.
Combinatiereacties kunnen opgevat worden als de tegenhanger van ontledingsreacties.

## Types
Er bestaan 3 types combinatiereactie, afhankelijk van de reagentia:
- Combinatiereactie tussen twee elementen, zoals de verbranding van koolstof:

{\displaystyle {\ce {C + O2 -> CO2}}}
- Combinatiereactie tussen een element een verbinding, zoals de vorming van waterstofperoxide:

{\displaystyle {\ce {2H2O + O2 -> 2H2O2}}}
- Combinatiereactie tussen twee verbindingen, zoals de hydrolyse van calciumoxide tot calciumhydroxide:

{\displaystyle {\ce {CaO + H2O -> Ca(OH)2}}}